# Епархия Исселе-Уку
Епархия Исселе-Уку (лат. Dioecesis Isseleukuanus) — епархия Римско-Католической церкви c центром в городе Исселе-Уку, Нигерия. Епархия Исселе-Уку входит в митрополию Бенин-Сити. Кафедральным собором епархии Исселе-Уку является церковь святого Павла.

## История
5 июля 1973 года Римский папа Павел VI издал буллу «Qui pastoris», которой учредил епархию Исселе-Уку, выделив её из епархии Бенин-Сити.

## Ординарии епархии
- епископ Антоний Оконкво Гбуджи (5.07.1973—8.11.1996), назначен епископом Энугу;
- епископ Emmanuel Otteh (1996—2003);
- епископ Michael Odogwu Elue (2003 — по настоящее время).

## Источник
- Annuario Pontificio, Libreria Editrice Vaticana, Città del Vaticano, 2003, ISBN 88-209-7422-3
- Булла Qui pastoris, AAS 65 (1973), стр. 478  (лат.)